# Rinorea prasina
Rinorea prasina là một loài thực vật có hoa trong họ Hoa tím. Loài này được (Stapf) Chipp miêu tả khoa học đầu tiên năm 1923.